# Lipno (jezioro w województwie pomorskim)
Lipno – wytopiskowe jezioro mezotroficzne w północno-zachodniej Polsce, położone w Borach Tucholskich, na obszarze Kaszub Południowych, w gminie Dziemiany, powiecie kościerskim województwa pomorskiego i w obrębie Wdzydzkiego Parku Krajobrazowego.
Nazwa Lipno dotyczy dwóch położonych obok siebie jezior rozdzielonych cienkim pasem lądu. W części publikacji zbiorniki są traktowane jak dwa niezależne jeziora (o powierzchniach: 22,5 ha – zbiornik północny i 18,5 ha – zbiornik południowy), przez część autorów są łączone w jeden zbiornik. Północny zbiornik jeziora połączony jest sztucznym rowem ze znajdującym się ok. 1 km na północ jeziorem Słupino.
Brzegi są niskie i częściowo podmokłe, przy czym brzeg wschodni jest wyższy od pozostałych i lesisty. Powierzchnia zwierciadła wody według różnych źródeł wynosi od 41,0 ha do 41,2 ha. Zwierciadło wody położone jest na wysokości 142,9 m n.p.m. lub 143,4 m n.p.m. Średnia głębokość jeziora wynosi 1,0 m, natomiast głębokość maksymalna 6,0 m.
Jezioro objęte jest ochroną rezerwatową o charakterze ornitologicznym i torfowiskowym; leży w obrębie postulowanego rezerwatu przyrody Lipno i Lipionko, na którego obszarze stwierdzono występowanie 45 gatunków ptactwa, w tym 28 gatunków ptactwa lęgowego; na wschodnim brzegu znajduje się zbudowana w celu jego obserwacji platforma widokowa.
Wokół jeziora Lipno położone są torfowiska oraz wilgotne łąki, a na jego zachodnim brzegu, na odcinku 280 m rośnie grupa siedmiu jałowców (w 1995 miało ich być osiem) o wysokości od 3 do 9 m, średnicy koron 2,5 m i obwodach pni od 30 do 77 cm, których wiek określa się na ok. 100 lat. Jałowce te uznane zostały za pomnik przyrody. Niedaleko jeziora przebiega rowerowa ścieżka przyrodnicza „Pętla Lipno” o długości 23 km, do której dojechać można z położonych nieopodal Piechowic oraz Kalisza. W odległości 600 m w kierunku południowym znajduje się bezodpływowe jezioro Lipionko.